# Limpias
Limpias is een gemeente in de Spaanse provincie Cantabrië in de regio Cantabrië met een oppervlakte van 10 km². Limpias telt 1.813 inwoners (1 januari 2016).

## Demografische ontwikkeling
Bron: INE; 1857-2011: volkstellingen
Opm.: In 1877 werd de gemeente Señas aangehecht